# Tomocerina
Genre
Tomocerina est un genre de collemboles de la famille des Tomoceridae.

## Liste des espèces
Selon Checklist of the Collembola of the World (version du 22 août 2019) :
- Tomocerina annamitica Yu, Man & Deharveng, 2016
- Tomocerina aokii (Yosii, 1972)
- Tomocerina calcea Liu, Hou & Li, 1999
- Tomocerina curta (Christiansen, 1964)
- Tomocerina lamellifera (Mills, 1934)
- Tomocerina liliputana Yosii, 1967
- Tomocerina minuta (Tullberg, 1877)
- Tomocerina purpurithora Liu, Hou & Li, 1999
- Tomocerina simplex Yosii, 1966
- Tomocerina teres (Christiansen, 1964)
- Tomocerina tianshanensis (Ma, Chen & Christiansen, 2003)
- Tomocerina tridentatus Sun, Liang & Huang, 2007
- Tomocerina varia (Folsom, 1899)
- Tomocerina yiliensis (Ma, Chen & Christiansen, 2004)

## Publication originale
- Yosii, 1955 : Meeresinsekten der Tokara Inseln. VI. Collembolen nebst Beschreibungen terrestrischer Formen. Publications of the Seto Marine Biological Laboratory, vol. 4, p. 379-401.